# Detmar Stahlknecht
Detmar Stahlknecht war ein deutscher Ingenieur.
Er war ursprünglich im Munitionsministerium des Heereswaffenamts beschäftigt und wurde ab Mitte 1942 von Reichsminister Speer mit der Leitung der „Peenemünder Nachbaudirektion“ für die A4 (V2) Raketenfertigung beauftragt. Mit Einführung des „Sonderausschuss A4“ übernahm Stahlknecht den Arbeitsausschuss „Fertigungsplanung“ und den Arbeitsausschuss „Zusammenbau“. Neben der A4-Fertigungsplanung für die Firma „Zeppelin“ war Stahlknecht maßgeblich für die Einrichtung des Raxwerks in Wiener Neustadt als drittes A4 Nachbauwerk verantwortlich. Am 13. September 1943 endeten Stahlknechts Aufgaben im Arbeitsausschuss A4, danach wurde er unter Direktor Degenkolb für „besondere Terminverfolgung“ eingesetzt.